# Robot Wars

Второй вариант логотипа Robot Wars

«Битвы роботов» (англ. Robot Wars) — это телевизионные выпуски  соревнований между роботами, которые проходили в Великобритании с 1998 по 2004 год. Ранее аналогичное шоу устраивалось в США в 1994—1997 годах.
В России «Robot Wars» показывались на русском языке по телеканалу «Rambler» под названием «Битвы роботов».

В битвах принимают участие как профессиональные, так и любительские команды, которые создают своих роботов для борьбы друг против друга в официальных соревнованиях и дружественных матчах. Одновременно со сражением друг с другом они должны избегать опасности арены и патрульных роботов, которые превосходят их в весе и вооружению.

## История
Автором идеи Битв Роботов стал Марк Торп, дизайнер, работающий на LucasToys, отделе Lucasfilm. В 1992 году у Торпа возникла идея боевых соревнований роботов, после неудачной попытки создать радиоуправляемый пылесос. В 1994 году он создал Битвы Роботов и провел первые соревнования в Fort Mason Center в Сан-Франциско. Примерно за месяц до события, Торп заключил соглашение с нью-йоркской звукозаписывающей компанией Sm:)e Communications, позже Profile Records, с условием дополнительного финансирования.
В период между 1995 и 1997 годами, ещё три встречи Битв Роботов прошли в Америке и, в 1995 году, Profile Records начинает сотрудничать с продюсерской компанией Mentorn с целью производства и показа ТВ-версии Битв Роботов в Великобритании. Mentorn приобрел право показа шоу по всему миру у Prolife в 1995, после того как Том Гаттеридж (глава Mentorn) увидел любительские съемки битв в Сан-Франциско.
Гаттеридж и один из его продюсеров Стив Карси создали ТВ-формат, базирующийся на концепции Битв Роботов. Они сделали живую битву напротив телецентра BBC в Лондоне и наняли Дерека Фоксвелла для создания трёх боевых роботов для противостояния трём американским. Руководитель BBC2, Майкл Джексон, принял участие в этой битве, которая не была снята на камеру, и он пообещал сделать первые сезоны Битв. Тем не менее, это не было выполнено вплоть до 1998 года, когда новый руководитель BBC2, Марк Томпсон, выполнил обещание Джексона и фактически обеспечил съемку 6 сезонов шоу. Гаттеридж и Карси были продюсерами, а Фоксвелл стал техническим руководителем и главным техническим консультантом. Он разработал правила и нормы Битв и ему была поручена подготовка арены и руководство технической командой, которая исследовала роботов, работала с ними на арене и за её пределами и помогала участникам подготовить роботов к бою и чинить их. Ирвин, первоначально ставший членом технической команды, впоследствии стал одним из судей.
Profile не спрашивал согласия у Торпа до начала съемок, что усугубило и без того сложные отношения между Торпом и Profile Records и разожгло правовые разногласия вокруг концепции Битв Роботов. Судебные разбирательства по этому вопросу продлились до февраля 2002 года, что не помешало Mentorn нанять Торпа как Консультанта в сезонах шоу. Первый сезон Битв Роботов в Великобритании показывали в течение шести недель в феврале и марте 1998 года. Шоу с первых же серий получило бешеную популярность, с более чем 2 миллионами зрителей, и ещё 27 серий было заказано BBC в этом году. 155 эпизодов были произведены в целом, шоу было показано в более чем 26 странах мира. Два сезона были сняты в США на канале TNN (сейчас Spike и Adult Swim) network, и версия, показанная на канале Nickelodeon. Несколько сезонов было снято и в других странах Европы. Несмотря на то что в разных сезонах были разные режиссёры и продюсеры, все они были созданы в Великобритании компанией Mentorn, с исполнительными продюсерами Томом Гаттериджем и Стивом Карси. Первые сезоны были сняты в различных киностудиях Лондона, однако вскоре арена была настолько велика для любой киностудии, что позднее Битвы начали снимать в самолётном ангаре на RAF Newton.
В 2003 году владельцы роботов основали Ассоциацию боевых роботов (англ. The Fighting Robot Association), продолжая участвовать в организации соревнований.

## Правила

### Сезоны 1 и 2
По своей структуре во многом идентичны. В самом начале участники делились на группы (A, B ,C ,D ,E и.т.д.), в каждой группе было по 6 роботов. Первые 2 раунда были испытаниями по результатом которых отсеивалось по 1 участнику, и до 3-го раунда доходило итого 4 участника которым надо было сражаться между собой. Победители двух первых битв проходили в финал группы в которой и выявлялся победитель группы.

#### Испытания
The Gauntlet — Начальное испытание, участником надо было дойти до конца лабиринтоподобной арены. На арене было 3 различных пути, различающиеся препятствиями и их количеством, ко всему прочему участникам мешают патрульные роботы. Из 6 роботов в следующий раунд проходят 5. Выбывший выявляется по наибольшей затрате времени на прохождение (если все роботы прошли испытание) или по наименьшему пройденному расстоянию (если 2 или более робота не добрались до финиша).

The Trial — Второе испытание, изменяющееся для каждой группы. Из 5 роботов в следующий раунд проходят 4.
- Сумо (1 и 2 сезоны) — необходимо продержаться на круглой арене с патрульным роботом или вытолкать его с неё. Проигрывает робот продержавшийся минимальное время.
- Британский бульдог (1 сезон) — гоночное испытание, все пять роботов выстраиваются в одной стороне арены, а цель испытания — добраться до противоположной стороны. Этому будут мешать многочисленные шипованные пирамиды, расположенные на арене, а также патрульные роботы.
- Stock Car (1 сезон) — гоночное испытание. Представляет собой кольцевую арену без значительных препятствий. Цель — проехать 3 круга. Робот с наихудшим показателем времени (если все роботы прошли испытание) или пройденных кругов (если время испытания истекло) выбывает.
- Лабиринт (1 сезон) — Представляет собой увеличенную версию отрезка с лабиринтом из The Gauntlet. За 90 секунд необходимо добраться до противоположного конца лабиринта минуя шипованные пирамиды и патрульных роботов. Робот, который прошёл минимальное расстояние, проигрывает.
- Снукер (1 сезон) — Восьмиугольная арена с пятью «карманами» для каждого робота-участника, а в центре арены разложены треугольником 28 шаров. Цель — затолкать в свой «карман» наибольшее количество шаров, шары забитые в чужие «карманы» засчитываются противнику. Выбывает робот забивший в свой «карман» наименьшее количество шаров.
- Футбол (1 и 2 сезоны) — Все пять роботов выходят на восьмиугольную арену вместе с патрульным роботом, стоящим на единственных воротах в которые нужно забить мяч. Робот забивший мяч удаляется с арены и проходит дальше (в случае автогола патрульного робота, удаляется последний касавшийся мяча робот). Последний оставшийся робот выбывает.
- Кегли (2 сезон) — За ограниченное время участникам необходимо добраться до треугольной зоны в которой стоят 10 пирамид из бочек и сбить их как можно больше, а в том, чтобы добраться до них, будут мешать патрульные роботы. Робот, сбивший наименьшее количество бочек, выбывает
- Перетягивание каната (2 сезон) — необходимо продержаться на узкой арене с ямой посередине (падение в которую означает конец испытания) против патрульного робота соединённого с участником канатом. Проигрывает робот продержавшийся минимальное время.
- Пинбол (2 сезон) — Испытание на вождение. По арене были разбросаны мишени и объекты, поражая и сталкивая которые роботу начислялись очки. Робот получивший наименьшее количество очков проигывает.
- Турнир (2 сезон) — Поединок против патрульного робота (Матильды) на круглой арене с двумя подъёмами, робот-участник и патрульный робот стоят на разных концах арены. Цель — добраться до противоположного конца. Робот, которого столкнули с круглой части арены, завершает забег. Проигрывает робот который проехал от своего конца наименьшее расстояние.
- Король замка (2 сезон) — Испытание похожее на сумо. Цель испытания — продержаться в центре арены как можно дольше, защищаясь при этом от двух патрульных роботов. Робот, продержавшийся в центре минимальное время, выбывает.

#### Арена
3 и 4 раунды проходят на большой прямоугольной арене, периметр который охраняли патрульные роботы. На этой арене присутствовала ещё и яма, падение в которую означало моментальное выбывание. 4 участника прошедшие первые 2 раунда делятся на 2 пары, в которых будут биться между собой в 3-м раунде. Победители двух первых битв проходили в финал группы в которой и выявлялся победитель группы.

#### Сетка
Различие первых двух сезонов заключалось не только в испытаниях 2-го раунда но и в сетке. В 1 сезоне всего было 6 групп, победители которых проходили в гранд-финал и сражались в одном единственном бою до последнего выжившего. Во 2 сезоне групп было 12, после которых шли 2 полу-финала, которые по своему строению не отличались от отборочных групп, за исключением того, что дальше проходило 2 робота. Попавшие в гранд-финал 4 робота сражаются между собой, победители первых двух боёв сходятся в финальном поединке, однако сначала происходит бой проигравших за 3-е место.

### Сезон 3
В самом начале участники делились на группы (A, B ,C ,D ,E и.т.д.), и на сей раз в каждой группе было по 8 роботов. Эпизод делился на 3 раунда (за исключением полу-финальных и финального эпизодов). Раунды-испытания с прошлых сезонов были отменены.

#### Арена
На сей раз на протяжении выпуска арена не претерпевала изменений (исключения составляли сторонние испытания), все раунды турнира проходили на большой прямоугольной арене. Была сокращена зона, в которой могли атаковать патрульные роботы — теперь это углы. Яма так же присутствовала, однако закрывалась с наступлением финального раунда. В этом сезоне впервые появился напольный флиппер, бросающий поверженных роботов и появлявшийся в дальнейших сезонах.

## Трансляция
В Великобритании шоу Robot Wars транслировалось по каналу BBC Two с 1998 до 2003 года, а финальные серии показывались по каналу Channel 5 в 2003 и 2004 годах.
Также существуют дополнительные выпуски, снятые по отдельным заказам: 2 сезона Robot Wars Extreme Warriors с американскими участниками — для канала TNN network) (ведущие Мик Фоли и Rebecca Grant), а также 2 сезона Dutch Robot Wars — для показа в Нидерландах. Кроме того, 4-й сезон UK Robot Wars также показывался и в США по TNN под названием Robot Wars: Grand Champions в 2002 году (ведущая Джоани Лаурер).
Кроме этого, шоу было показано в Великобритании на телеканале «Dave» в 2011 году.
В России «Robot Wars» было показано на русском языке по телеканалу «Rambler» под названием «Битвы роботов».
На Украине «Robot Wars» было показано на украинском языке в 2011 году по телеканалу «Мега» под названием «Термінатори».

## Результаты

### Чемпионат Великобритании
| Чемпионат Великобритании | Чемпионат Великобритании              | Чемпионат Великобритании                                                                                      | Чемпионат Великобритании                                                                                      | Чемпионат Великобритании                                                                                      |
| Сезон                    | Победитель                            | Второе место                                                                                                  | Третье место                                                                                                  | Четвёртое место                                                                                               |
| ------------------------ | ------------------------------------- | --- | --- | --- |
| 1                        | Дорожный блок (англ. Roadblock)       | Bodyhammer • Хитрый план (англ. Cunning Plan) • Recylopse • Робот Брюс (англ. Robot The Bruce) • T.R.A.C.I.E. | Bodyhammer • Хитрый план (англ. Cunning Plan) • Recylopse • Робот Брюс (англ. Robot The Bruce) • T.R.A.C.I.E. | Bodyhammer • Хитрый план (англ. Cunning Plan) • Recylopse • Робот Брюс (англ. Robot The Bruce) • T.R.A.C.I.E. |
| 2                        | Паническая атака (англ. Panic Attack) | Кассиус (англ. Cassius)                                                                                       | Дорожный блок (англ. Roadblock)                                                                               | Killertron |
| 3                        | Хаос 2 (англ. Chaos 2)                | Гипно-диск (англ. Hypno-Disc)                                                                                 | Огненная Буря (англ. Firestorm)                                                                               | Стегозавр (англ. Steg-O-Saw-Us)                                                                               |
| 4                        | Хаос 2 (англ. Chaos 2)                | Кошечка (англ. Pussycat)                                                                                      | Стингер (англ. Stinger)                                                                                       | Гипно-диск (англ. Hypno-Disc)                                                                                 |
| 5                        | Лезвие Бритвы (англ. Razer)           | Большой брат (англ. Bigger Brother)                                                                           | Огненная Буря (англ. Firestorm)                                                                               | Гипно-диск (англ. Hypno-Disc)                                                                                 |
| 6                        | Торнадо (англ. Tornado)               | Лезвие Бритвы (англ. Razer)                                                                                   | Огненная Буря (англ. Firestorm)                                                                               | Terrorhurtz                                                                                                   |
| 7                        | Тайфун 2 (англ. Typhoon 2)            | Шторм 2 (англ. Storm 2)                                                                                       | Торнадо (англ. Tornado)                                                                                       | X-Терминатор (англ. X-Terminator)                                                                             |
| 8                        | Аполлон (англ. Apollo)                | Карбид (англ. Carbide)                                                                                        | TR2 | Тор (англ. Thor)                                                                                              |
| 9                        | Карбид (англ. Carbide)                | Извергатель (англ. Eruption)                                                                                  | Железняк 3 (англ. Ironside 3)                                                                                 | Афтершок (англ. AfterShock)                                                                                   |
| 10                       | Извергатель (англ. Eruption)          | Карбид (англ. Carbide)                                                                                        | Крепкий орешек 2 (англ. Nuts 2) • Бегемот (англ. Behemoth)                                                    | Крепкий орешек 2 (англ. Nuts 2) • Бегемот (англ. Behemoth)                                                    |

### Чемпионат мира
| Сезон | Победитель                               | Второе место                                    | Полуфиналисты                                                            | Полуфиналисты                                                            |
| ----- | ---------------------------------------- | ----------------------------------------------- | ------------------------------------------------------------------------ | ------------------------------------------------------------------------ |
| 1     | Razer · Англия                           | Бегемот (англ. Behemoth) · Англия               | 101 • Diotoir · Англия • Ирландия                                        | 101 • Diotoir · Англия • Ирландия                                        |
| 2     | Razer · Великобритания                   | Drillzilla · США                                | Manta • Торнадо (англ. Tornado) · США • Великобритания                   | Manta • Торнадо (англ. Tornado) · США • Великобритания                   |
| 3     | Шторм 2 (англ. Storm 2) · Великобритания | Сверхновая звезда (англ. Supernova) · Шри-Ланка | Crushtacean • Жёсткий гвоздь · (англ. Tough As Nails) · ЮАР • Нидерланды | Crushtacean • Жёсткий гвоздь · (англ. Tough As Nails) · ЮАР • Нидерланды |

## Роботы

### Патрульные роботы

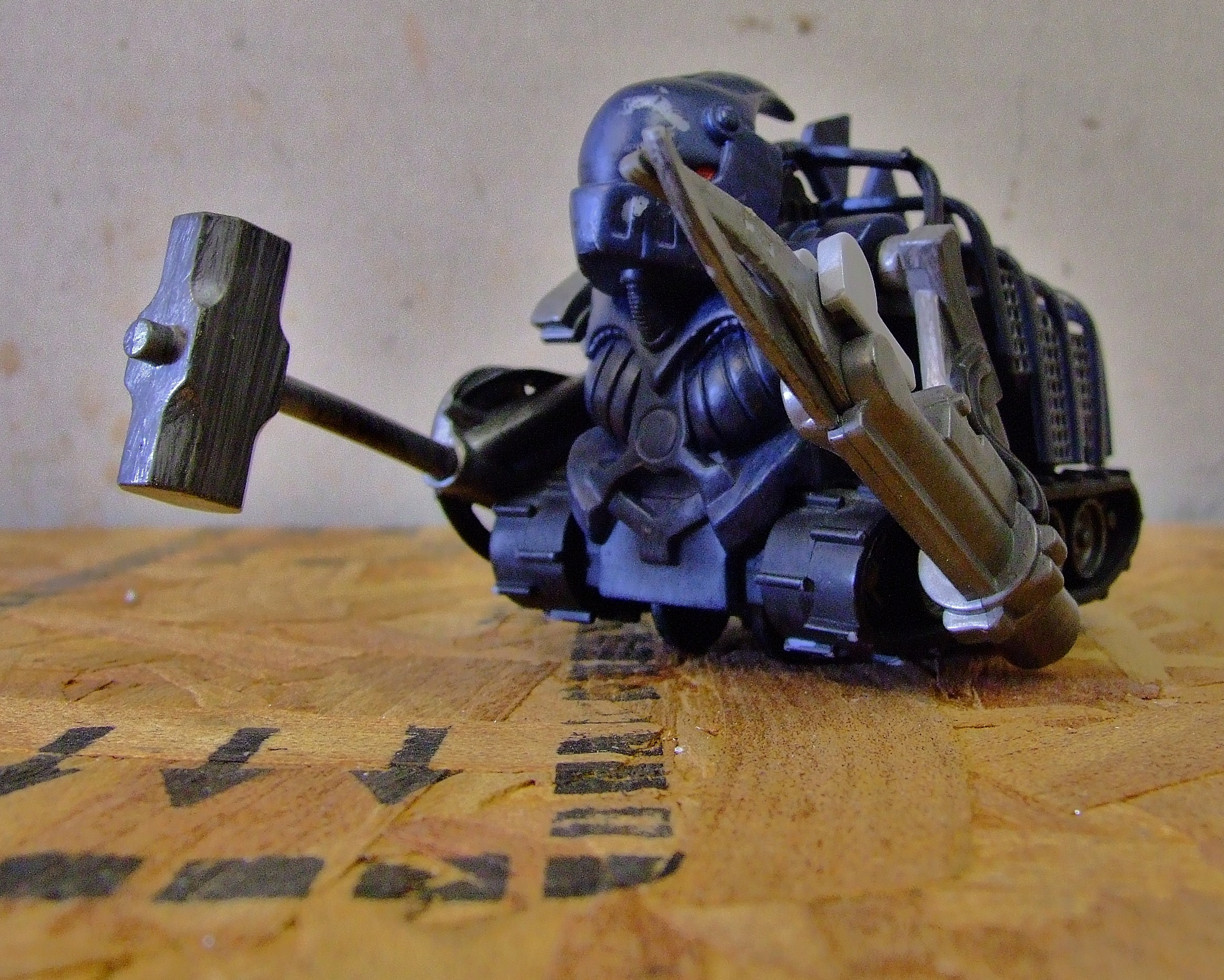
Фигурка Сэра Киллерлота из серии «Pullback»

Арену Robot Wars патрулируют патрульные роботы (англ. house robots), которые были созданы для телевизионного показа битв. Они были разработаны и произведены компанией «BBC Visual Effects» и им было разрешено не соответствовать тем же правилам, что и обычным роботам-участникам. Например, им было разрешено быть значительно тяжелее и обладать оружием, запрещённым роботам-конкурсантам.
Патрульные роботы пользовались популярностью, и особенно были популярны среди молодых зрителей. Уменьшенные модели этих роботов были распроданы в качестве игрушек, а в 2002 году они стали для мальчиков игрушкой номер один в Великобритании.
За всю историю шоу было всего 10 патрульных роботов
- Шант (англ. Shunt, в другом переводе Крушитель) — Дебютировал в 1-м сезоне и появлялся во всех сезонах. Представляет собой робота с двумя ковшами (передним, похожим на бульдозерный, который может подниматься и статичным задним треугольной формы) и очень мощным топором. Несмотря на то что в телевизионном показе его вес был указан в 105 кг, в действительности Шант весил около 220 кг. Для перезапуска (сезоны с 8 по 10) была построена новая версия Шанта, которая весила 327 кг.
- Матильда (англ. Matilda) — Дебютировала в 1-м сезоне и появлялась во всех сезонах. Данный робот внешне представляет собой некое подобие трицератопса, спереди у Матильды находятся подъёмные клыки, а сзади цепная пила. Начиная с Extreme 1 цепная пила была убрана и заменена на вертикально вращающийся маховик, который обладал большой разрушительной силой и мог одним ударом наносить фатальные повреждения. Заявленный вес Матильды 116 кг. В перезапуске дебютировала улучшенная версия Матильды которая весила 350 кг, у новой версии всё так же присутствовал маховик, а подъёмные клыки теперь функционировали как флиппер.
- Мёртвый металл (англ. Dead Metal) — Дебютировал в 1-м сезоне и появлялся во всех сезонах. Представляет собой робота напоминающего скорпиона, отличительной чертой Мёртвого Металла являются большие хватательные клешни и наличие циркулярной пилы. В первых двух сезонах пила была закреплена на длинном рычаге, а начиная с 3-го на выдвигающейся «голове». Другой особенностью Мёртвого Металла были выдвигающиеся колёса, которые давали ему возможность менять высоту хватания клешнями. Заявленный вес робота составляет 112 кг. Для перезапуска была построена улучшенная версия, вес которой составлял 343 кг, однако данная версия лишилась выдвигающихся колёс.
- Cержант Бэш (англ. Sergeant Bash) — Дебютировал в 1-м сезоне и появлялся вплоть до 7-го сезона. Представляет собой робота в форме лежачего конуса зелёного цвета, отличительной особенностью которого является находящийся сверху огнемёт. Так же у Бэша было и другое оружие: в первых двух сезонах он обладал передней таранной пикой, а сзади находилась циркулярная пила. Начиная с 3-го сезона передняя пика была заменена на гидравлические клешни, которые могли наносить роботам тяжелый урон, а задняя пила была полностью убрана, хотя лезвие всё ещё находилось сзади в виде декоративного элемента. Заявленный вес Сержанта Бэша 120 кг, действительный вес — 330 кг, что вероятно делает его самым тяжёлым патрульным роботом из классической четвёрки. Так же это единственный патрульный робот из классической четвёрки который не вернулся сезонах-перезапусках.
- Сэр Киллерлот (англ. Sir Killalot, в другом переводе Сэр Смертелот) — Дебютировал во 2-м сезоне и появлялся во всех дальнейших сезонах. Представляет собой похожего на футуристичного рыцаря робота на гусеничном ходу. Отличительной особенностью данного робота являлись подъёмные руки — правая рука представляла собой длинное копьё с вращающимся сверлом, а левая обладала хватательной клешнёй. Из за своего внешнего вида и своей сценической роли лидера патрульных роботов Сэр Киллерлот стал главным маскотом шоу. Заявленный вес Сэра Киллерлота 280 кг, из за чего в дальнейшем многие команды утверждали что способны его перевернуть, в то время как его реальный вес составлял 520 кг. Улучшенная версия робота созданная для перезапуска была во многом идентичной в плане дизайна, однако как и у других вернувшихся патрульных роботов, вес новой модели был увеличен и теперь составлял 741 кг. В 9-м сезоне вес был увеличен до 750 кг, что соответствует весу Мистера Психа.
- Рефбот (англ. Refbot) — Дебютировал в 4-м сезоне и появлялся вплоть до 7-го сезона. Представляет собой человекоподобного робота, в передней части которого находится большой ковш, а сзади два ковша поменьше. Рефбот является единственным патрульным роботом, который не обладает поражающим оружием, из за того, что на арене он выполнял роль рефери. Тем не менее он обладал двумя подвижными руками: левая была оснащена клешнёй, которой как заявлено Рефбот мог разделять застрявших вместе роботов, а правая была оснащена огнетушителем, которым Рефбот мог тушить роботов-участников, а иногда и других патрульных роботов в случае возгорания. Начиная с Extreme 1 Рефбот получил дополнения в лице электронного циферблата на груди, которым он отсчитывал неподвижных участников, а также цветовым индикатором заменившим клешню. Цветовой индикатор был разделён на 3 сегмента: зелёный индикатор сигнализировал о начале сражения, а жёлтый и красный индикаторы выполняли аналогичную роль как жёлтые и красные карточки судей в футболе и в основном применялись к патрульным роботам (хотя в 7-м сезоне красный индикатор так же включался для обозначения выбывания роботов, которые не смогли выйти на арену по техническим причинам).
- Мистер Псих (англ. Mr. Psycho) — Дебютировал в 6-м сезоне и появлялся в Extreme 2 и 7-м сезоне. В плане внешнего вида очень похож на Сэра Киллерлота: он так же представляет собой гуманоидного робота на гусеничном ходу и так же имеет хватательную клешню на левой руке. Вместо правой руки у Мистера Психа был установлен 30-килогаммовый молот, который мог наносить серьёзный урон роботам-участникам. Мистер Псих весил 750 кг, что делало его самым большим и тяжёлым патрульным роботом на шоу и был таковым до улучшения Сэра Киллерлота для 9-го сезона. Несмотря на свои габариты и огромный вес, Мистер Псих был опрокинут дважды: роботом Firestorm 4 в Extreme 2, а также в немецких сериях он перевернулся сам из за смещения центра тяжести когда он нёс робота Junkyard Queen.
- Брюзга (англ. Growler) — Дебютировал в 6-м сезоне и появлялся в Extreme 2 и 7-м сезоне. Представляет собой робота в виде бойцовской собаки, чьим основным оружием является его голова выполняющая роль эффективных хватательных челюстей, в редких случаях так же использовался огнёмёт расположенный с противоположной стороны. Брюзга весил 375 кг и развивал скорость в 18 миль в час, что делало его самым быстрым патрульным роботом на момент своего появления, но в дальнейшем он утратил этот рекорд, при появлении Кассия Хрома и улучшения Мёртвого Металла для 7-го сезона.
- Кассий Хром (англ. Cassius Chrome) — Патрульный робот эксклюзивный для 7-го сезона. Он был смоделирован по образу боксёра и основным его оружием выступали передний статичный ковш и 2 пневматических толкателя. Толкатели имели сменные наконечники: это могли быть либо массивные кулаки, либо пики. Кассий Хром весил 250 кг и развивал скорость в 20 миль в час, что делает его самым быстрым патрульным роботом за всю историю шоу.
- Страж (англ. The Sentinel) — Патрульный робот эксклюзивный для 2-го сезона. Представляет собой модифицированный мини-экскаватор с шипастой булавой вместо ковша. Он был не сколько патрульным роботом, сколько опасностью на арене. Начиная с группы G Страж в основном выполнял роль препятствия в испытании «The Gauntlet», но в поздних эпизодах появлялся и на арене поединков, в качестве дополнительного патрульного робота. Страж передвигается на гусеницах, но используются они только для транспортировки робота, на арене их окружают небольшим ограждением и во время всего шоу он неподвижен. На передней панели есть небольшое круглое застеклённое окно, необходимое для оператора сидящего внутри, что делает его единственным роботом на шоу, которым управляют подобным образом. Над стеклом находятся 2 прожектора, которые создают впечатление что у Стража есть лицо.

### Роботы-участники
В боях принимали участие роботы, собранные независимыми конструкторами. Роботы были оборудованы дистанционным радиооборудованием. Управлялись они создателем робота (довольно часто игрок проигрывал из-за неисправности пульта управления). Они могли состоять из чего угодно: циркулярной пилы или банок из-под газировки. Все роботы обладали вооружением, но были правила, запрещающие некоторые виды вооружения.
Основные типы вооружения, которым обладали роботы-участники:

#### Переворачивающее оружие
К данному типу оружия относятся заднешарнирные и переднешарнирные флипперы. Флипперы являются одним из самых эффективных оружий на шоу, позволяющее контролировать и опрокидывать противников, а в некоторых случаях и наносить урон (в основном внутренний, вызванный многочисленными подбрасываниями). Ключевым недостатком данного типа оружия являлось ограниченность использования, так как почти все флипперы на шоу приводились в действие сжиженным углекислым газом, который в ходе матча очень быстро заканчивался.
- Самые известные роботы c заднешарнирными флипперами: Хаос 2, Большой Сыр (англ. Wheely Big Cheese), Большой Брат, Аполлон, Извергатель.
- Самые известные роботы c переднешарнирными флипперами: Кассиус, Огненная Буря, Немой (англ. Mute).

#### Подъёмное оружие
К данному типу оружия относят подъёмники, подъёмные ковши и конвейерные ленты (последние встречались очень редко). Довольно распространённый вид вооружения, позволяющее поднимать и переворачивать противников, и относительно простое в создании. В отличие от флипперов, у подъёмников чаще были либо электрический, либо гидравлический привод, из за чего они срабатывали либо довольно медленно, либо были намного слабее флипперов.
- Самые известные роботы c подъёмниками: Паническая Атака, S.M.I.D.S.Y., Мортис (англ. Mortis, использовался в тандеме с топором).
- Самые известные роботы с подъёмными ковшами: Бегемот, Дитур (англ. Diotoir, начиная с Extreme 1), X-Терминатор (до 7-го сезона, в качестве дополнительного оружия).
- Самые известные роботы с конвейерными лентами: Огненная Буря (только в 3-м сезоне в качестве дополнительного оружия).

#### Вращающиеся оружие
На шоу данный тип оружия был представлен ударниками, режущими дисками, цепными пилами, свёрлами, вращающимися цепями и лезвиями. Так же довольно распространённое и простое в изготовлении оружие. Оно было особенно опасным для противников в ранних сезонах, но в более поздних сезонах оно утратило свою эффективность из-за повышения прочности брони участников.
- Самые известные роботы c ударниками: Боевой муравей (англ. Combat Ant), Изгнатель (англ. Expulsion, в 10-м сезоне), Перевёртыш (англ. Inverterbrat).
- Самые известные роботы c режущими дисками: Кошечка, Дорожный Блок.
- Самые известные роботы c цепными пилами:
- Самые известные роботы со свёрлами:
- Самые известные роботы c вращающимися цепями:
- Самые известные роботы c вращающимися лезвиями:

#### Тяжёлое вращающиеся оружие
Обычно данный тип называют спиннерами. Были представлены маховиками и лезвийными спиннерами, которые могли располагаться в горизонтальной и вертикальной плоскости. Так же к данному типу оружия относят барабаны и цельнотелые спиннеры. Данный тип оружия является самым разрушительным на шоу и представлял огромную опасность для соперников. Малопрочные роботы могли быть побеждены одним ударом оружия данного типа. Ключевым недостатком данного типа вооружения, заключается в высокой отдаче от ударов, от которой носители данного типа оружия могут сами получать внутренние, а в редких случаях и поверхностные повреждения.

#### Колотушки
Роботов с таким типом оружия обычно зовут твакботами (англ. Thwackbots). Само оружие походит по функционалу на спиннеры, либо на молоты (в зависимости от конструкции), но отличительной особенностью данного типа оружия является его статичность: оружие неподвижно относительно корпуса, и приводится в действие движениями самого робота.

## Арена
Существовало несколько видов арены: в зависимости от испытания она изменялась, так же она изменялась в разных сезонах. 

### 1 и 2 сезоны
В этих 2-х сезонах арены изменялись в зависимости от испытания на протяжении выпуска.

#### Бег с препятствиями
Арена для испытания «The Gauntlet». На этой арене нужно было проехать максимальное расстояние от старта, опасаясь патрульных роботов и ловушек.

#### Арена испытаний
Арены для испытания «The Trial». В зависимости от испытания арена могла быть самой разной: например испытание «Сумо» представляло собой поединок с патрульным роботом на небольшой круглой арене, нужно было либо продержаться 1 минуту, либо скинуть патрульного робота с арены.

#### Финальная арена
Три сражения по итогам первых двух раундов. Последний выживший попадает в финал. Особенность арены в Патрульных зонах. Если робот попадает в Патрульную зону (в данных сезонах патрульная зона была представлена периметром), то Патрульный Робот начнет атаковать его.